# شون كيري
شون كيري (بالإنجليزية: Shawn Kerri)‏ هي رسامة كارتون أمريكية، ولدت في 1958 في كوفينا في الولايات المتحدة.